# Voo Linhas Aéreas de Moçambique 470
O voo 470 das Linhas Aéreas de Moçambique fazia parte de uma linha aérea regular entre as cidades de Maputo e Luanda, operada pela empresa Linhas Aéreas de Moçambique. No dia 29 de novembro de 2013, a aeronave que cobria essa linha aérea (um modelo Embraer ERJ-190) caiu no Parque Nacional Bwabwata (EN), na Namíbia, e explodiu, causando a morte dos 33 passageiros e tripulantes a bordo. Uma análise preliminar das caixas pretas do avião revelou que seu comandante, Hermínio dos Santos Fernandes, teve "uma intenção clara" de derrubar a aeronave, conforme o chefe do Instituto de Aviação Civil de Moçambique, João Abreu.
Trata-se do segundo pior acidente aéreo da história da Namíbia (atrás apenas da queda do Voo South African Airways 228 (EN) e do pior acidente com uma aeronave comercial na história de Moçambique e das Linhas Aéreas de Moçambique.

## Acidente
O Embraer 190 prefixo C9-EMC das Linhas Aéreas de Moçambique decolou do Aeroporto Internacional de Maputo às 9h26 (UTC) do dia 29 de novembro de 2013, transportando 27 passageiros e 6 tripulantes. A aeronave realizava o voo 470 e tinha como destino a cidade de Luanda, capital de Angola, onde sua chegada era prevista para as 13h10 (UTC).
O contato do controle de voo com a aeronave foi perdido por volta das 11h30 (UTC), quando ocorreu seu desaparecimento na fronteira da Namíbia com a Botsuana, em meio a um intenso temporal. Após algum tempo, os serviços de resgate foram acionados em busca da aeronave desaparecida. Patrulhas policiais da Namíbia e de Botsuana realizaram buscas na fronteira dos dois países, local do último contato com o voo 470. Os destroços da aeronave foram localizados apenas na manhã do dia seguinte. O governo da Namíbia acusou as autoridades de Botsuana de não informar rapidamente o desaparecimento da aeronave, o que poderia ter causado a demora na localização dos destroços.

## Investigações
As investigações do acidente foram conduzidas por autoridades de Botsuana, Moçambique, Angola, Brasil e Estados Unidos.
Uma análise preliminar das caixas pretas do avião mostrou que o comandante Hermínio dos Santos Fernandes tinha "uma intenção clara" de derrubar o avião, declarou o chefe do Instituto de Aviação Civil de Moçambique, João Abreu, em entrevista coletiva. As gravações revelam que a aeronave caiu quando Fernandes acionou o piloto automático do Embraer 190 e se trancou na cabine, ignorando sinais de alerta e não permitindo a entrada do copiloto.
“Durante esses atos é possível ouvir alarmes de alta intensidade e constantes batidas na porta, de alguém que exige entrar na cabine”, disse Abreu durante a coletiva.
Além disso, a altitude foi alterada manualmente três vezes, de 38 000 pés (11 600 metros) para 592 pés (180 metros), assim como a velocidade, também modificada pelo piloto.
“O avião caiu com o piloto alerta e as razões que podem ter dado origem ao seu comportamento são desconhecidas. Naquele momento, o copiloto havia deixado a cabine e estava ausente quando tudo aconteceu”, disse o chefe do Instituto.

## Aeronave
Após o lançamento do ERJ 135, a Embraer projetou o desenvolvimento de uma família de aeronaves destinadas ao atendimento do mercado de aviação regional (entre 70 e 125 passageiros). O Embraer ERJ-190 foi lançado no início dos anos 2000, tendo realizado seu primeiro voo em 12 de março de 2004. Até o momento 482 ERJ-190 foram entregues a 47 companhias aéreas espalhadas pelo globo. As Linhas Aéreas de Moçambique encomendaram duas aeronaves da versão ERJ 190 em 2008, tendo a opção de adquirir mais duas.
A aeronave acidentada foi fabricada em 2012 e tinha o número de construção 19000581. Em Moçambique, a aeronave recebeu o prefixo C9-EMC e, até o momento do acidente, tinha 2 905 horas de voo e 1 877 ciclos.

## Relatório final
A conclusão do relatório final, publicado em 30 de março de 2016 pelo Ministério do Trabalho e Transportes da Namíbia, foi que o piloto automático foi programado de forma indevida pelo tripulante que se acredita ser o capitão, que permaneceu sozinho e trancado no cockpit, enquanto o tripulante, que se acredita ser o copiloto havia ido ao lavatório. Os comandos fizeram com que a aeronave saísse do voo de cruzeiro para uma descida constante, controlada e com sustentação, com posterior colisão com o terreno. Nos últimos cinco minutos de voo, a aeronave foi programada para uma razão de descida de aproximadamente 6 000 ft (1 800 m) por minuto e ao colidir contra o solo, estava a uma velocidade aproximada de 300 kn (560 km/h). Como causa secundária, o relatório concluiu que não havia conformidade nos procedimentos adotados pela empresa, permitindo que um membro da tripulação ocupasse sozinho a cabine de comando.

## Nacionalidades das vítimas
Segundo a empresa aérea, a aeronave transportava 27 passageiros e 6 tripulantes de seis nacionalidades distintasː
| Nacionalidade | Tripulação | Passageiros | Total | Sobreviventes |
| ------------- | ---------- | ----------- | ----- | ------------- |
| moçambicana   | 6          | 10          | 16    | 0             |
| angolana      | 0          | 9           | 9     | 0             |
| portuguesa    | 0          | 5           | 5     | 0             |
| francesa      | 0          | 1           | 1     | 0             |
| brasileira    | 0          | 1           | 1     | 0             |
| chinesa       | 0          | 1           | 1     | 0             |
| Total         | 6          | 27          | 33    | 0             |